# Variété végétale tolérante à des herbicides
Une variété végétale tolérante à des herbicides (VTH) est une variété de plante cultivée spécialement sélectionnée pour son aptitude à tolérer l'application d'un herbicide existant. 
Ces variétés, obtenues par sélection classique, mutagenèse ou transgenèse, sont destinées à être utilisées conjointement avec l'herbicide en cause dans le but de simplifier les opérations de désherbage. Elles ont connu un grand développement en Amérique du Nord, principalement avec des variétés de soja, de maïs et de cotonniers génétiquement modifiées pour tolérer l'application d'herbicides totaux à base de glyphosate.

## Historique
La première VTH mise sur le marché fut le colza 'OAC Triton' résistant à l'atrazine, homologué au Canada en 1984, qui a été obtenue par introgression à partir d'un génotype sauvage de Brassica campestris détecté dans un champ de colza traité à l'atrazine.

## Principales variétés cultivées tolérantes à des herbicides
De nombreuses variétés végétales tolérantes à un herbicide ont été créées dans le monde.
Les VTH cultivées appartiennent à trois groupes principaux :
- les variétés résistantes à des herbicides totaux à base de  glyphosate commercialisées par Monsanto sous la marque RoundUp Ready ;
- les variétés résistantes à des herbicides totaux à base de glufosinate ammonium commercialisées par Bayer sous la marque LibertyLink ;
- les variétés résistantes à des herbicides sélectifs de la famille des imidazolinones commercialisées par BASF sous la marque Clearfield.

Les variétés des deux premiers groupes ont été obtenues par transgenèse et ont connu une adoption massive dans certains pays, notamment États-Unis, Brésil et Argentine, depuis leur introduction aux États-Unis en 1996. En 2014, les variétés de plantes génétiquement modifiées (PGM) ne pouvant tolérer qu'un herbicide, et celles pouvant tolérer un herbicide et un insecticide, représentent 85% (154 Mha) des surfaces de PGM plantées dans le monde (181 Mha).
Celles du troisième groupe ont été obtenues par la sélection de mutations naturelles ou induites par mutagenèse. Ces variétés sont cultivées dans plusieurs pays d'Europe. En France, seules les VTH obtenues par sélection classique et par mutagenèse sont cultivées, et ne sont résistants qu'à des herbicides sélectifs, déjà homologués.
Il existe des variétés présentant le caractère « TH » chez la plupart des grandes cultures : maïs, soja, coton, colza, tournesol, betterave, blé, riz, chicorée/endive.

## Usages des variétés végétales tolérantes à des herbicides
Les VTH visent à permettre d’utiliser des herbicides uniquement en cas de besoin, et donc de réduire le volume de désherbant employé. Elles sont particulièrement adaptées aux zones où sont présentes des adventices contre lesquelles la lutte est difficile. À la différence de la méthode traditionnelle qui consiste à traiter préventivement et systématiquement les champs avant l’apparition d’adventices et la levée des plantes cultivées, le recours aux VTH permet d’utiliser des herbicides une fois les plantes développées et donc uniquement en cas de présence effective d’adventices. 
L’emploi des VTH permet également l’emploi d’herbicides pour des variétés d’adventices proches des plantes cultivées sans affecter ces dernières. Leur utilisation sont un moyen de faciliter le travail des agriculteurs en limitant le recours aux herbicides, mais également en limitant le travail du sol et le désherbage mécanique, notamment l’abandon du labour, sources d’économie pour les agriculteurs et moyen de limiter l’érosion des sols. En outre, les VTH constituent un moyen de sécuriser les récoltes, grâce à un contrôle plus précis des adventices dont la concurrence avec les plantes cultivées est réduite.
Selon André Pouzet, directeur du Cetiom, les variétés de tournesols VTH cultivés en France peuvent permettre de diviser par 80 la dose d'herbicide à l'hectare, en favorisant les herbicides post-levée plutôt que les herbicides de pré-semis et de pré-levée. De plus, ces variétés peuvent être associées à des pratiques culturales comprenant le binage, le déchaumage ou les faux-semis pour donner leur plein potentiel.
Or, d'après une analyse des usages des variétés tolérantes au glyphosate de 1996 à 2014 aux États-Unis, les conséquences pratiques diffèrent des prévisions théoriques décrites ci-dessus. Les premières années d'utilisation de ces VTH s'accompagnent souvent d'une diminution de l'utilisation des herbicides. Mais elles s'accompagnent également en pratique d'une rotation insuffisante des cultures ainsi que des herbicides, menant à l'apparition d'adventices résistantes au glyphosate, ce qui, au fil des années, augmente l'utilisation d'herbicides. Alors qu'il n'y avait pas d'espèces d'adventices résistantes au glyphosate en 1998, il y en avait 14 à partir de 2009.

## Controverse
Depuis 2010, les Faucheurs volontaires et la Confédération paysanne s'opposent à la culture des VTH en France : ils demandent un moratoire et réclament que les VTH soient considérés comme des OGM. Les Faucheurs volontaires ont procédé à plusieurs destructions de parcelles de colza ou tournesol VTH pour lesquelles ils ont été condamnés.
Le ministère de l’écologie a saisi l’Agence nationale de sécurité sanitaire de l'alimentation, de l'environnement et du travail en 2015 sur le sujet des VTH. En 2016, le conseil d’état a renvoyé le dossier VTH à la Cour de justice de l'Union européenne.
Les variétés TH sont soupçonnées de contribuer à augmenter les résistances des espèces non cibles, à terme de ne plus être efficaces, et de rendre encore plus difficile la gestion des adventices dans les cultures. L’utilisation des VTH est prévue pour être réservée aux zones difficiles ou à problème, mais dans les faits il n’y aucun moyen de vérifier si l’emploi de VTH par un agriculteur est justifié ou pas. Comme les variétés TH ne sont pas considérées comme OGM, il n’y a aucune évaluation sur la toxicité ou non de ces variétés, notamment pour savoir où vont les pesticides qu’elles absorbent sans mourir.[réf. nécessaire]